# Selaginella hengduanshanicola
Selaginella hengduanshanicola är en mosslummerväxtart som beskrevs av W. M. Chu. Selaginella hengduanshanicola ingår i släktet mosslumrar, och familjen mosslummerväxter. Inga underarter finns listade i Catalogue of Life.